# Johann Gualbert Raffalt

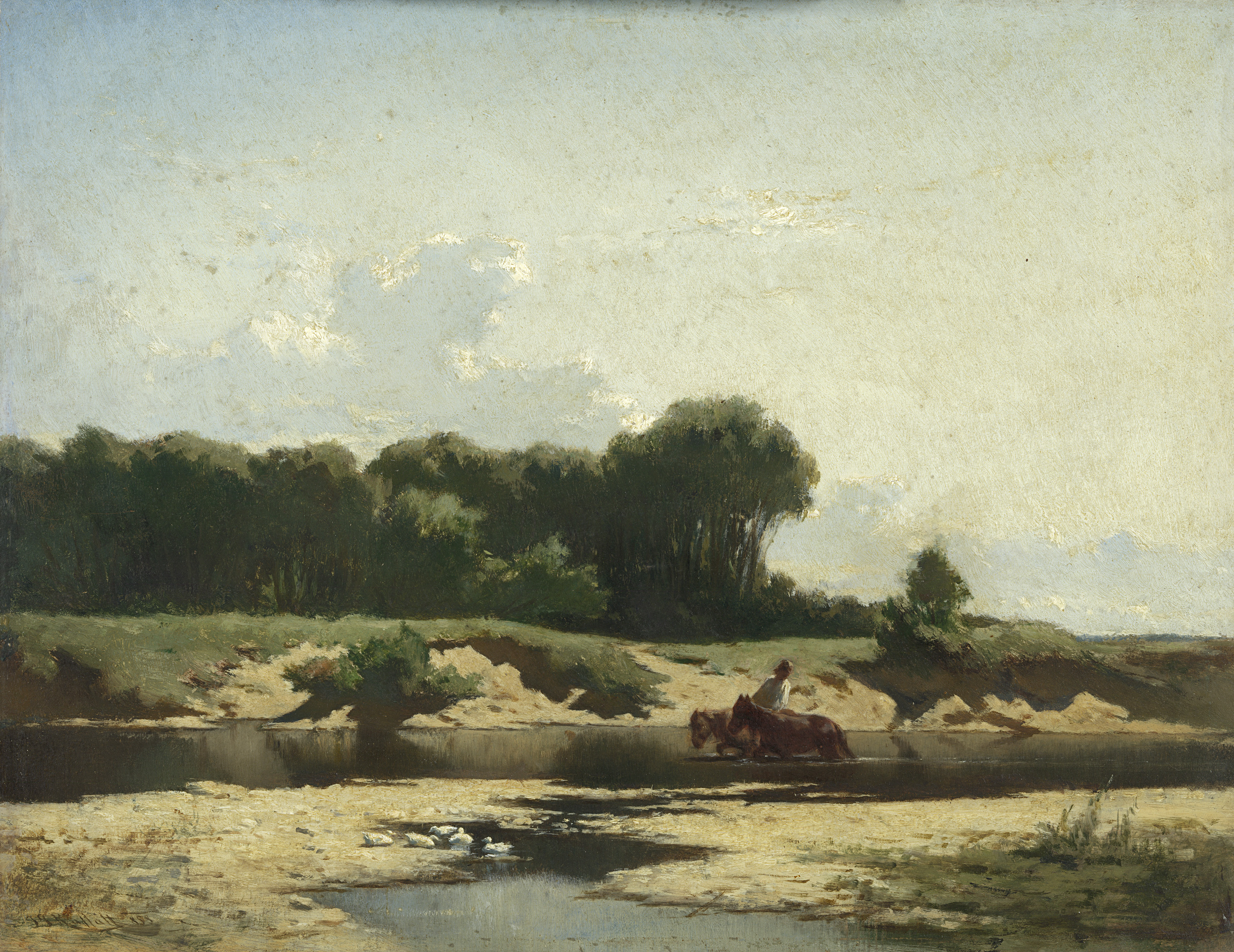
Der Pferdeteich, 1858

Johann Gualbert Raffalt (* 9. Juli 1836 in Murau; † 9. August 1865 in Rom) war ein österreichischer Maler.

## Leben
Johann Gualbert wurde als Sohn des bekannten steirischen Landschaftsmalers Ignaz Raffalt und dessen Gattin geboren. Seine Eltern betrieben damals am „Oberen Markt“ in Murau eine Gastwirtschaft. Er war kaum vier Jahre alt, als die Familie nach Wien übersiedelte. Von seinem Vater erhielt der talentierte Junge den ersten Malunterricht.
In den Jahren 1851 bis 1855 besuchte er die Akademie der bildenden Künste in Wien, wo er sich im Jahre 1853 mit seinen in Öl gemalten Studienporträts eine Auszeichnung erarbeiten konnte, die ihm die Freistellung vom Militärdienst ermöglichte. In den folgenden Jahren bereiste und durchwanderte er oftmals die ungarischen Komitate, wobei zahlreiche Studien und Bilder entstanden. Wegen seiner großen Vorliebe für ungarische Motive erhielt er schon damals den Beinamen: „der Pusztamaler“.
Johann Gualbert besuchte im Jahre 1861 Paris und 1863 verbrachte er einen längeren Zeitabschnitt in Dalmatien und Montenegro. Im April des Jahres 1865 reiste er nach Rom. Dort verstarb er jedoch bereits im August, im Alter von 29 Jahren. Johann Gualbert Raffalt wurde auf dem damaligen „deutschen Friedhof“ dieser Stadt begraben.

## Werke
Die Jahreszahlen bedeuten: Im genannten Jahr wurden die Bilder des Künstlers ausgestellt oder zum Kauf angeboten.
- 1862: „Jahrmarkt in Unter-Ungarn“ .
- 1863: „Brunnen bei Ragusa“; „Ungarisches Zigeuner-Lager“.
- 1864: „Ungarischer Pferdezug“; „Ungarische Fahrstraße“; „Ungarisches Fuhrwerk“.
- 1865: „Motiv aus Ober-Ungarn“; „Porträtstudie“; „An der Theiß“.
- 1866: „Zigeuner“.
- 1868 und 1869: „Markt“; „Ungarisches Wirtshaus“; „Naturstudie“.
- 1870: „Ungarisches Dorf“; „Ungarisches Gehöft“; „Zugvieh“; „Abendlandschaft“.

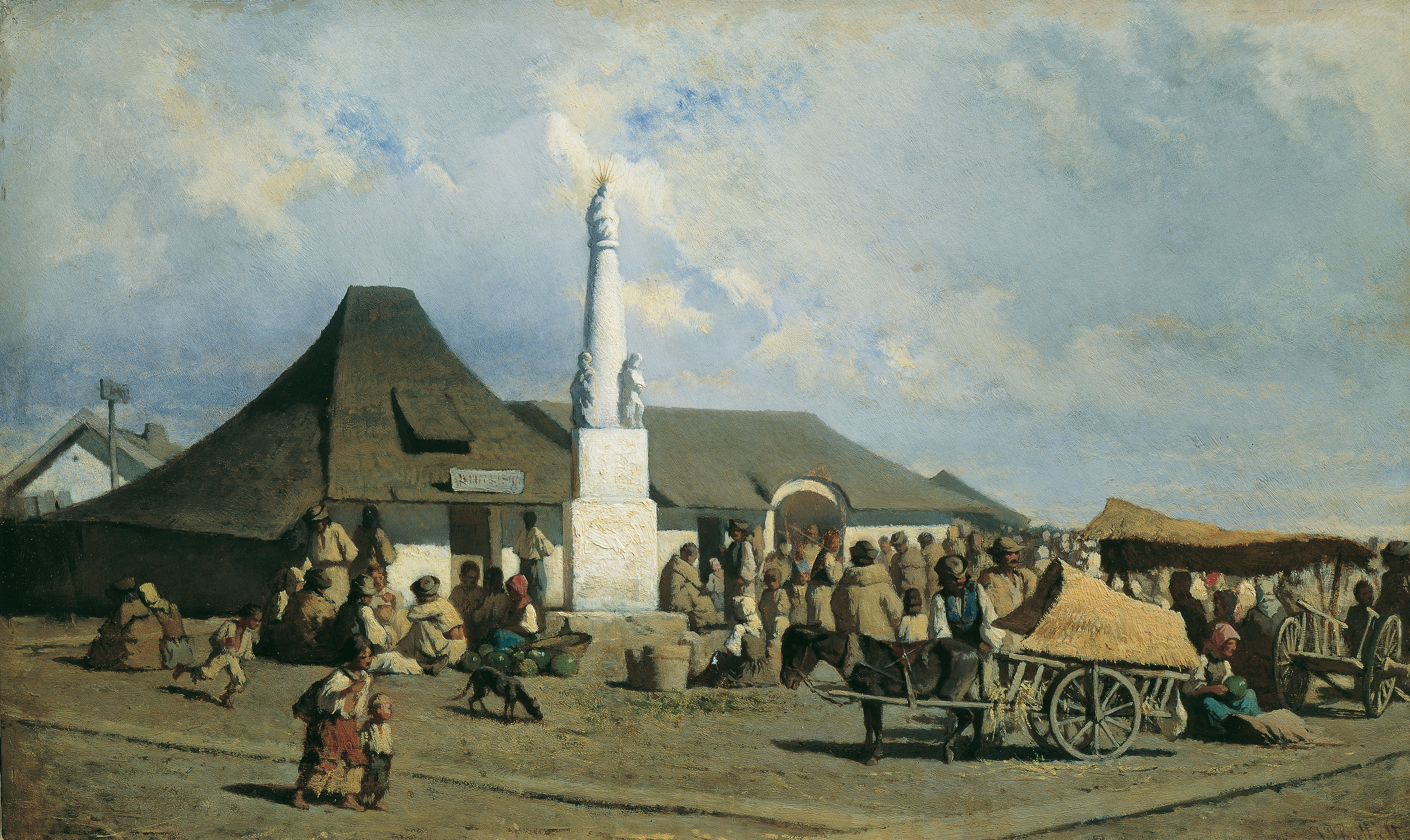
Marktplatz in Szolnok
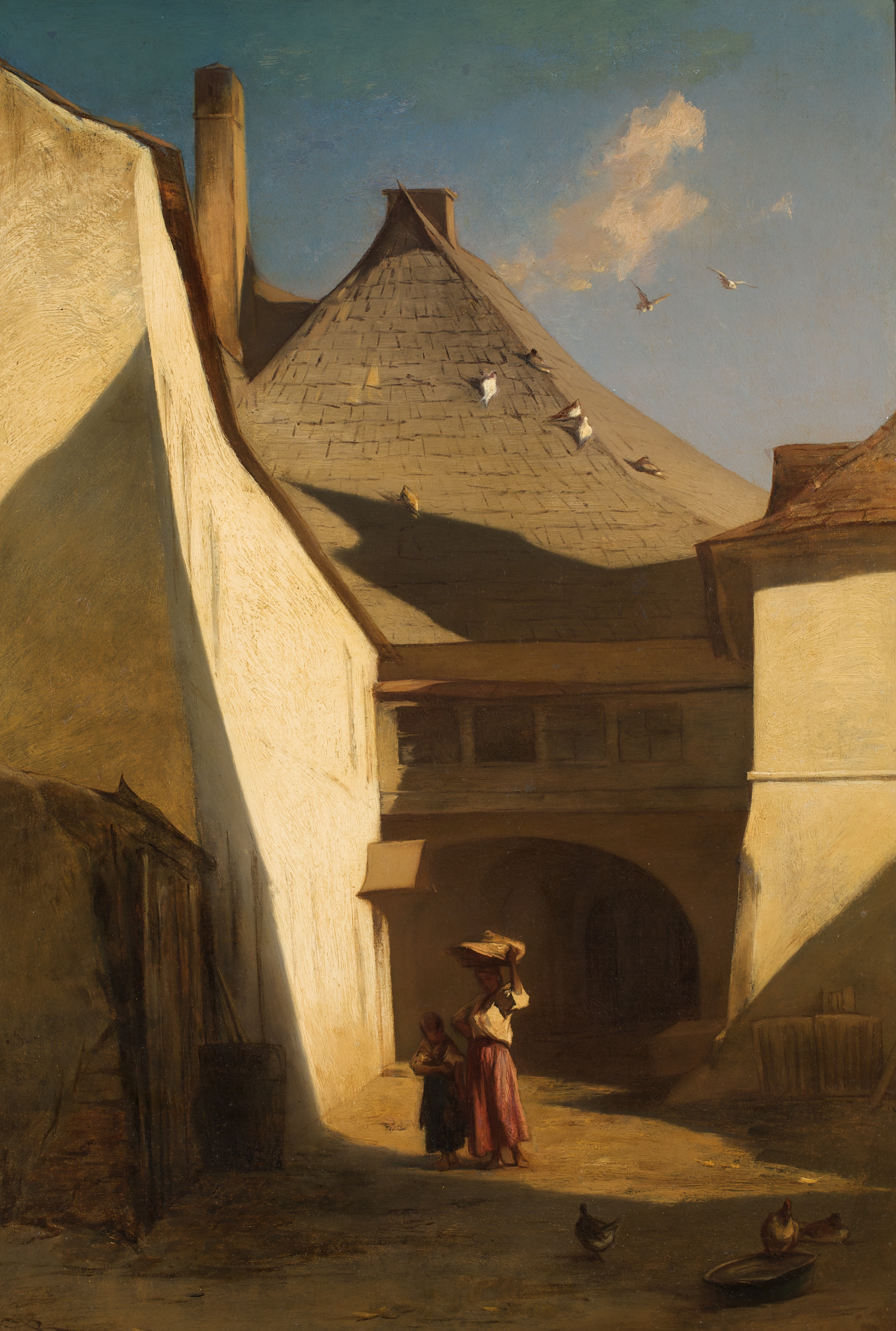
Ungarischer Bauernhof
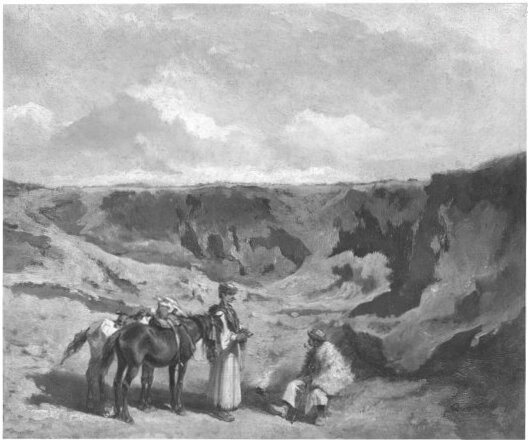
Auf der Puszta
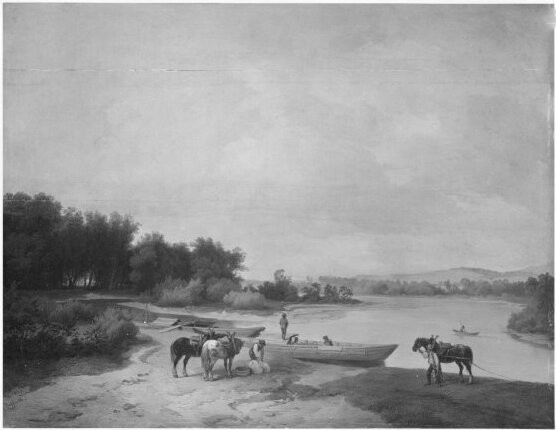
Flusslandschaft mit Booten und Staffage